# Nikołaj Westenrijk
Nikołaj Nikołajewicz van Westenrijk (ros. Николай Николаевич Вестенрик, ur. 1869, zm. po 1934) – rosyjski lekarz, fizjolog.
Jego przodek, pochodzący z Holandii lekarz, był nadwornym medykiem cesarzowej Elżbiety. Nikołaj ukończył studia na Akademii Medyko-Chirurgicznej w Sankt Petersburgu. Pracował m.in. w laboratorium Pawłowa. Później był profesorem diagnostyki na Uniwersytecie Jurjewskim i dyrektorem uniwersyteckiej polikliniki.

## Wybrane prace
- Ueber den Einfluss Kohlensaureeinathmung auf die Korpertemperatur. Archiv fur Exp. Path. u. Pharm. 47 (1901)
- Исследование по морфологии чумного микроба. Архив биологических наук т. XII (1906)
- Клиническое значение дигалена при сердечных болезнях. Врачебный Вестник (1907)
- Об отношении звукового метода определения кровяного давления к другим способам. Русский Врач 47 – 48 (1907)
- Аппарат для определения кровяного давления. Универсальный сфигмоманометроскоп. Известия военно-медицинской академии (1908)
- Ueber die Beziehungen der Tonmethode der Bestimmung des Maximal- und Minimal-Blutdrucks zu den übrigen Methoden und über die Bedeutung dieser Grössen. Ztschr. f. klin. Med. 66, ss. 465-481 (1908)
- Ueber Reaktion des Blutes nach der Indikatorenmethode bei intravenöser Einfährung von Säure und Alkali. Arch. f. exper. Path. u. Pharmakol. (1908)
- Ueber die Gesetze der Zuckerausscheidung beim Diabetes mellitus. Zeitschrift f. Klin. Med 68 (1909)
- О реакции крови по способу показателей. Русский Врач № 7-8 (1909)
- Ядерная проба Ad. Schmidt’a. Русский Врач № 21 (1910)
- Применение в клинике функциональной диагностики. Юбилейный Сборник в честь профессора В.П. Образцова (1911)
- Haupttypen des Verlaufs der chronischen Lungentuberkulose im Rheinland (1930)
- Studien über reziproke Beziehungen der Temperaturverteilung in verschiedenen Organen des tierischen Organismus unter dem Einfluss verschiedener Agentien. Zschr. ges. exp. Med. 78, ss. 551-66 (1931)
- Untersuchungen über die Wechselbeziehungen der einzelnen Kreislaufgebiete. II. Mitteilung. Über das vasomotorische Verhalten der Gehirngefäße (1934)
- Noyons AKM, Westenrijk N, Jongbloed J. Ueber Veränderungen im Gehirnkreislauf bei experimenteller Anwendung verschiedener äusserer Temperaturen. Acta brevia neerl. 5, ss. 181 (1935)
- Noyons AKM, Westenrijk N, Jongbloed J. Recherches sur la régulation du débit circulatoire du cerveau. Arch. néerl. physiol. 21, ss. 377-432 (1936)